# Democracy Without Borders
Democracy without Borders, of DWB is een internationale niet-gouvernementele organisatie gevestigd in Berlijn en opgericht in 2003. die pleit voor de "democratisering en versterking van de Verenigde Naties en andere internationale organisaties". De organisatie ondersteunt "wereldwijde democratie en een holistische benadering van democratiebevordering die zich uitstrekt van lokaal tot mondiaal niveau en tegelijkertijd de dimensies van vertegenwoordiging, participatie, overleg en medebeslissing omvat." De organisatie is ontstaan in wat nu de Duitse afdeling is. Vóór maart 2017 heette het "Comité voor een Democratische VN", of KDUN (voor de Duitse naam "Komitee für eine demokratische UNO").

## Doelen
In het mandaat van DWB staat dat de organisatie "streeft naar een democratische wereldorde waarin burgers over de landsgrenzen heen participeren in het vormgeven van beleid dat hun gezamenlijke langetermijnbelang dient".
Het pleit met name voor de oprichting van een Parlementaire Vergadering van de Verenigde Naties (UNPA), door middel van "democratisering en hervorming van de Verenigde Naties en intergouvernementele instanties om hen in staat te stellen transnationale kwesties en bedreigingen met succes en op een legitieme basis aan te pakken." Het probeert dit te bereiken door middel van een geleidelijke aanpak, eerst beginnend met het vormen van de UNPA als een grotendeels overlegorgaan, voordat het langzaam meer macht krijgt naarmate het publieke draagvlak toeneemt.
DWB houdt ook een blog bij, die een reeks artikelen publiceert met betrekking tot mondiaal bestuur en de verspreiding van democratie.
DWB is mede-oprichter en coördinator van de Campagne voor een Parlementaire Vergadering van de Verenigde Naties; de laatste heeft sindsdien steun gekregen van meer dan 1.700 parlementsleden van over de hele wereld. In 2019 zijn in samenwerking met CIVICUS en Democracy International de voorbereidingen aangekondigd voor een Campagne voor een VN Wereldburgerinitiatief.

## Nationale verenigingen
Naast de in Berlijn gevestigde organisatie in Duitsland, werd in februari 2018 een Zweedse DWB-vereniging opgericht die zich richt op de promotie van de UNPA in Zweden. In december 2018 werd de oprichting van een Zwitserse DWB-vereniging aangekondigd. In 2019 werd een Keniaanse afdeling opgericht